# Riflessione (geometria)

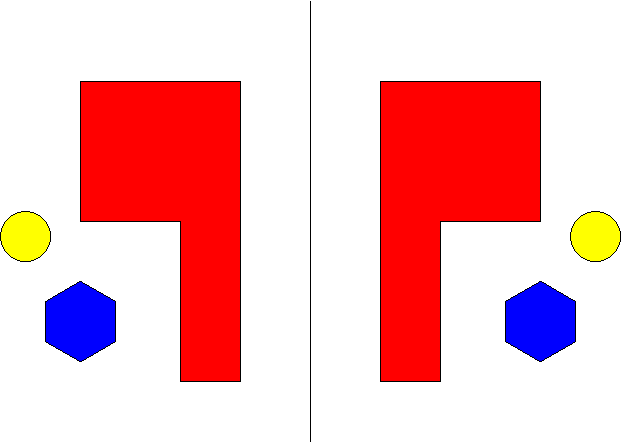
Riflessione nel piano lungo una retta verticale.

In matematica, e più precisamente in geometria, una riflessione è una trasformazione della retta, del piano o dello spazio che "specchia" tutti i punti rispetto a (rispettivamente) un punto, una retta, o un piano (detti rispettivamente centro, asse o piano di riflessione).

## Definizione
Sia {\displaystyle \pi } un iperpiano in uno spazio euclideo di dimensione {\displaystyle n} passante per l'origine. In altre parole, {\displaystyle \pi } è un sottospazio vettoriale di dimensione {\displaystyle n-1}.
Una riflessione rispetto a {\displaystyle \pi } è la trasformazione lineare data da
{\displaystyle \mathrm {Ref} _{a}({\vec {v}})={\vec {v}}-2{\frac {{\vec {v}}\cdot {\vec {a}}}{{\vec {a}}\cdot {\vec {a}}}}{\vec {a}}}
dove {\displaystyle a} è un qualsiasi vettore ortogonale a {\displaystyle \pi }, e {\displaystyle v\cdot a} è il prodotto scalare fra {\displaystyle v} ed {\displaystyle a}.
Sia {\displaystyle P} un punto nello spazio euclideo. Una riflessione rispetto a {\displaystyle P} è la trasformazione lineare data da
{\displaystyle \mathrm {Ref} _{p}({\vec {v}})=2{\vec {p}}-{\vec {v}}}

## Proprietà
- La matrice associata ad una riflessione rispetto ad una base ortonormale i cui primi {\displaystyle n-1} elementi sono contenuti nell'iperpiano è molto semplice: è una matrice diagonale aventi tutti i valori {\displaystyle 1} sulla diagonale tranne l'ultimo, che è {\displaystyle -1}.
- La composizione di due riflessioni lungo lo stesso iperpiano {\displaystyle p} è la funzione identità.
- La composizione di due riflessioni del piano lungo rette distinte può essere una rotazione o una traslazione.
- Ogni matrice associata ad una riflessione rispetto ad una qualsiasi base è una matrice ortogonale con determinante uguale a {\displaystyle -1}.
- Utilizzando la definizione di matrice di Householder, si possono ricavare molto facilmente le equazioni relative a questo tipo di trasformazione.

## Geometria euclidea piana

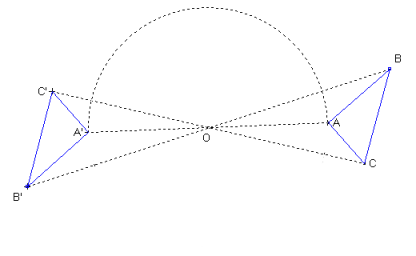
Simmetria rispetto a un punto, o centrale

Nel piano euclideo, due punti {\displaystyle A} e {\displaystyle A'} si dicono simmetrici rispetto a una retta r 
(cui non appartengono) quando {\displaystyle r} è l'asse del segmento {\displaystyle {\overline {AA'}}}. Il punto {\displaystyle A'} è il simmetrico di A rispetto ad {\displaystyle r} e viceversa.
La corrispondenza biunivoca che associa ad ogni punto {\displaystyle A} che non appartiene ad {\displaystyle r} il punto {\displaystyle A'} suo simmetrico, e ad ogni punto {\displaystyle C} in {\displaystyle r} associa il punto {\displaystyle C} stesso, è detta simmetria assiale di asse {\displaystyle r} nel piano considerato.
La simmetria assiale è un'isometria del piano, cioè conserva la lunghezza dei segmenti. Alcuni autori utilizzano la notazione {\displaystyle \eta _{r}} per indicare la simmetria assiale di asse {\displaystyle r}; il simmetrico di {\displaystyle A} si scrive quindi {\displaystyle {\rm {A}}'=\eta _{r}({\rm {A}})}. La simmetria assiale è involutoria, cioè coincide con la propria inversa e composta con se stessa dà l'identità.
Infine, la simmetria assiale è un'isometria di tipo inverso, cioè inverte l'orientazione degli oggetti (ad esempio, una coppia di assi ortogonali, il senso di percorrenza dei lati di un triangolo, etc.)

### Definizione di simmetria assiale
Si dice simmetria assiale di asse {\displaystyle r} la trasformazione geometrica che lascia invariata la retta {\displaystyle r} e che associa ad ogni punto {\displaystyle P} del piano non appartenente ad {\displaystyle r} il punto {\displaystyle Q} in modo tale che il segmento {\displaystyle {\overline {PQ}}} sia perpendicolare alla retta {\displaystyle r} e abbia come punto medio {\displaystyle H}, piede della perpendicolare condotta da {\displaystyle P} a {\displaystyle r}.

### Simmetria assiale in geometria analitica
Data l'equazione dell'asse di simmetria {\displaystyle y=mx+q} e il segmento di estremi {\displaystyle P(x;y)} e {\displaystyle Q(x';y')}, la retta passante per P e Q è perpendicolare all'asse di simmetria (pertanto {\displaystyle m_{PQ}=-{\frac {1}{m}}}) e lo interseca nel punto medio H di coordinate
{\displaystyle \left({\frac {x+x'}{2}};{\frac {y+y'}{2}}\right)}
Poiché H appartiene all'asse, vale la seguente equazione:
{\displaystyle {\frac {y+y'}{2}}=m{\frac {x+x'}{2}}+q}
Il coefficiente angolare della retta passante per P e Q si può scrivere come
{\displaystyle m_{PQ}={\frac {y-y'}{x-x'}}}
Pertanto,
{\displaystyle {\frac {y-y'}{x-x'}}=-{\frac {1}{m}}}
Per determinare le coordinate del punto Q, simmetrico di P, si ricorre al sistema di equazioni
{\displaystyle {\begin{cases}{\frac {y+y'}{2}}=m{\frac {x+x'}{2}}+q\\{\frac {y-y'}{x-x'}}=-{\frac {1}{m}}\end{cases}}}
Da cui si ricava
{\displaystyle {\begin{cases}x'={\frac {-2mq+x-m^{2}x+2my}{m^{2}+1}}\\y'={\frac {2q+2mx-y+m^{2}y}{m^{2}+1}}\end{cases}}}

#### Casi particolari
- Simmetria assiale rispetto alla retta {\displaystyle y=x}, bisettrice del primo e del terzo quadrante

{\displaystyle {\begin{cases}x'=y\\y'=x\end{cases}}}
- Simmetria assiale rispetto alla retta {\displaystyle y=-x}, bisettrice del secondo e del quarto quadrante

{\displaystyle {\begin{cases}x'=-y\\y'=-x\end{cases}}}
- Simmetria assiale rispetto alla retta {\displaystyle x=k}, parallela all'asse y

{\displaystyle {\begin{cases}x'=2k-x\\y'=y\end{cases}}}
- Simmetria assiale rispetto alla retta {\displaystyle y=k}, parallela all'asse x

{\displaystyle {\begin{cases}x'=x\\y'=2k-y\end{cases}}}
- Simmetria assiale rispetto alla retta {\displaystyle x=0}, asse delle ordinate

{\displaystyle {\begin{cases}x'=-x\\y'=y\end{cases}}}
- Simmetria assiale rispetto alla retta {\displaystyle y=0}, asse delle ascisse

{\displaystyle {\begin{cases}x'=x\\y'=-y\end{cases}}}

## In geometria descrittiva
La riflessione è un tipo di corrispondenza biunivoca detta affinità che può essere ortogonale, quando il piano di riflesso (specchio) è ortogonale al piano della figura oggettiva, altrimenti obliqua.